# Eauze
Eauze – miejscowość i gmina we Francji, w regionie Oksytania, w departamencie Gers.
Według danych na rok 1990 gminę zamieszkiwało 4137 osób, a gęstość zaludnienia wynosiła 59 osób/km² (wśród 3020 gmin regionu Midi-Pireneje Eauze plasuje się na 74. miejscu pod względem liczby ludności, natomiast pod względem powierzchni na miejscu 48.).